# Tadarida brasiliensis
Tadarida brasiliensis (Тадарида бразильська) — вид кажанів родини молосових. Іноді самиці цього виду, які важать від 11 до 12 грамів, розвивають швидкість понад 160 км/год, що є нині рекордом для горизонтального польоту (що стосується вертикального польоту, рекорд, схоже, належить сапсану, який може розвивати швидкість 300 км/год).

## Опис
Довжина голови й тіла: 95 мм; розмах крил: 280 мм; довжина хвоста: 38 мм; довжина вух: 19 мм; вага 11–14 гр.
Цей вид має характерний мишоподібний хвіст, який виступає за межі злітної мембрани, натягнутої між задніми ногами. Вид має коричневе хутро, великі вуха майже квадратної форми, і сильно зморшкувату верхню губу. Він чудово пристосований до свого повітряного способу життя, маючи довгі вузькі крила з гострими кінцями, щоб забезпечити дуже швидкий політ, і довге волосся на пальцях, щоб судити про швидкість польоту і турбулентність. Задні ноги короткі й потужні, що робить кажана хорошим альпіністом.

## Середовище проживання
Цей вид зустрічається від південної Бразилії, Болівії, Фолклендських островів, Аргентини й Чилі до Орегону й півдня штату Небраска та Огайо (США), Великих і Малих Антильських островів. Він має досить складні міграційні звички; деякі групи населення переміщаються від крайньої півночі діапазону поширення до крайнього півдня, в той час як інші залишаються на постійному місці проживання цілий рік. Найбільші й найвідоміші популяції живуть у Мексиці й Техасі. Розрізняють дев'ять підвидів Tadarida brasiliensis. Вважається, що в цілому вид налічує від 95 до 105 мільйонів особин і англ. Bracken Cave у Техасі є літнім домом для найбільшої колонії кажанів у світі, за оцінками, 20 мільйонів. Вид трапляється в широкому діапазоні середовищ існування, від пустелі через сосново-ялівцеві рідколісся до сосново-дубових лісів. Він населяє ділянки від рівня моря до 3000 метрів, а також лаштує сідала у вапнякових печерах, занедбаних шахтах, під мостами, в будівлях і в дуплах дерев.

## Стиль життя
Це комахоїдний, міграційний вид, що утворює найбільші серед теплокровних колонії в світі, чисельністю в кілька мільйонів особин. Помахи їх крил створюють звуковий еквівалент бурхливої річки, а кількість досить велика, щоб їх фіксували радари в аеропортах і погодні радари. На Антильських островах утворює невеликі колонії. Щоночі пролітає більше ніж будь-який інший вид кажана, до 50 км від сідала до місць харчування. Використовує ехолокацію, щоб знайти свою жертву. Кожен кажан споживає від 200 до 600 комах на добу, вибираючи в основному молі, але також їсть жуків, мурах, що літають і цикадок (Cicadellidae). На світанку кажани повертаються до своїх сідал, залітаючи безперервним потоком. Хижаками, які очікують на кажанів поблизу входу в печеру є канюк червонохвостий, сови, ракун звичайний, опосуми, скунси та змії.
Незабаром після парування самиці мігрують до окремих сідал. Вагітність триває близько 90 днів і самиці народжують єдине маля протягом приблизно 15 днів одна від одної. Перший політ п'ятитижневих кажанят сповнений небезпеки, оскільки вони звикають до їх крил і системи ехолокації. Зіткнення, невдалі польоти, і нестійка посадка можуть привести до того, що кажани падають на підлогу печери, де будуть з'їдені жуками до кісток протягом кількох хвилин.
Наслідком величезної кількості кажанів в одній печері є накопичення гуано, або посліду кажанів. Ця багата поживними речовинами суміш є чудовим добривом і на початку 1900-х років була найбільшим мінеральним експортом з Техасу після нафти, і вона продовжує продаватися комерційно, хоча і в меншій мірі. Печери, як широко відомо, містять шкідливі гази, які насправді є результатом життєдіяльності килимових жуків (Dermestidae), які харчуються гуано й опалими кажанами. Ці жуки розмножуються так швидко, що в результаті такого постійного постачання продовольством є те, що вся підлога печери може бути «килимом» із жуків. Жуки виробляють відходи, які поєднуються з водяною парою й утворюють гідроксид амонію, токсичний для більшості тварин, крім кажанів, які адаптувалися до цієї мікроатмосфери шляхом зниження швидкості обміну речовин. Їх шерсть, тим не менш, може стати вибіленою до червонувато-коричневого кольору.

## Загрози
Хоча кажан існує в дуже великих кількостях, має широкий ареал і пристосований до різних типів середовища існування, він сильно залежить від придатних для сідал місць. Відомою загрозою також є використання хлорорганічних пестицидів. Інсектициди, які знаходяться в тілах живих комах накопичуються в організмі кажанів, які їдять їх у великій кількості, що призводить до зниження репродуктивності й смерті. Ще однією загрозою є сказ.

## Галерея

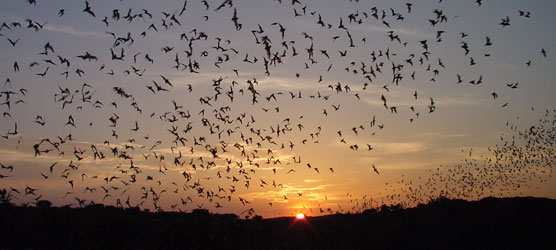
Зграя, що покидає Карлсбадські Печери Національного Парку «Карлсбадські Печери», Нью-Мексико.
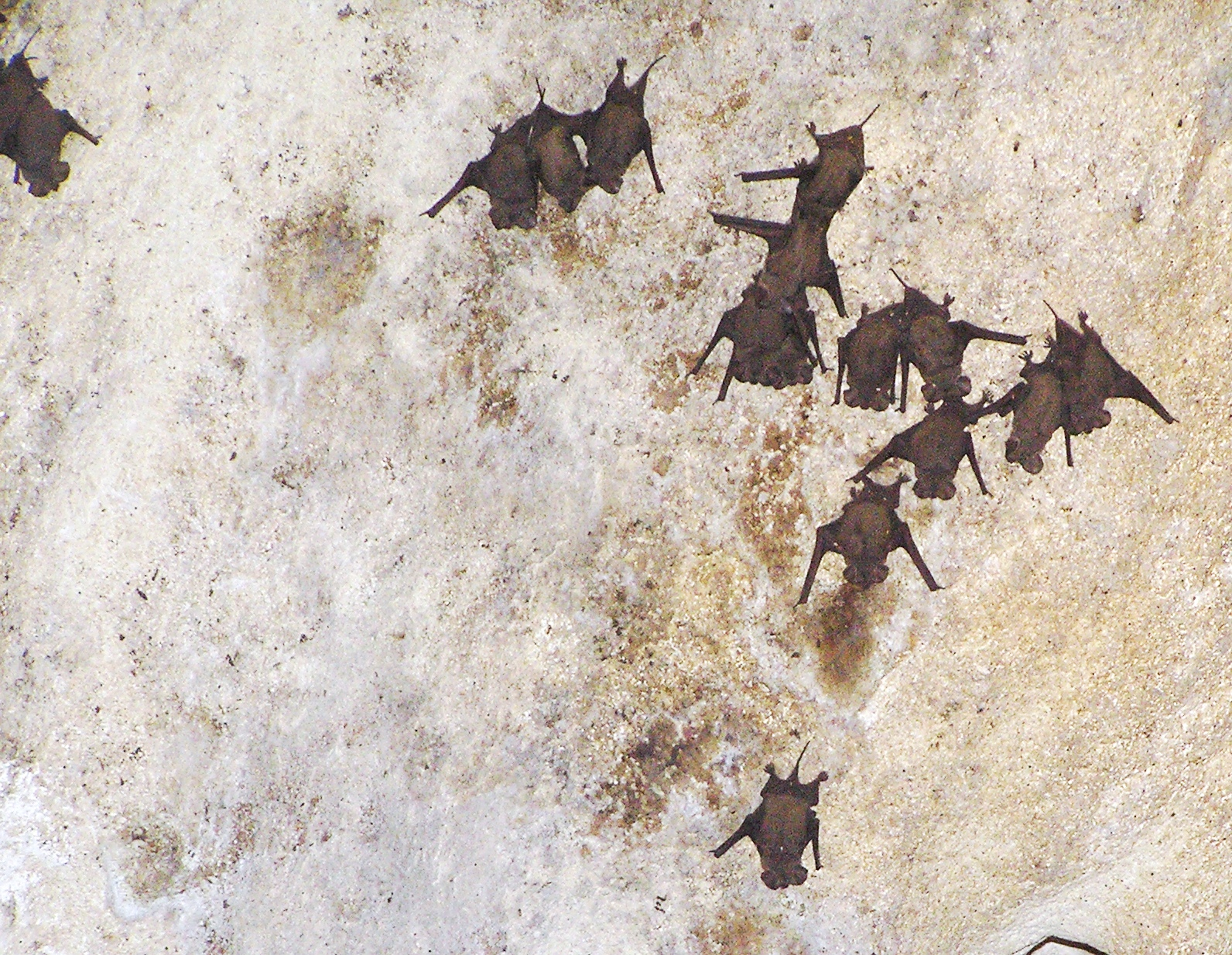
Tadarida brasiliensis в печері на Багамських островах.
- Самець співає в присутності самиць
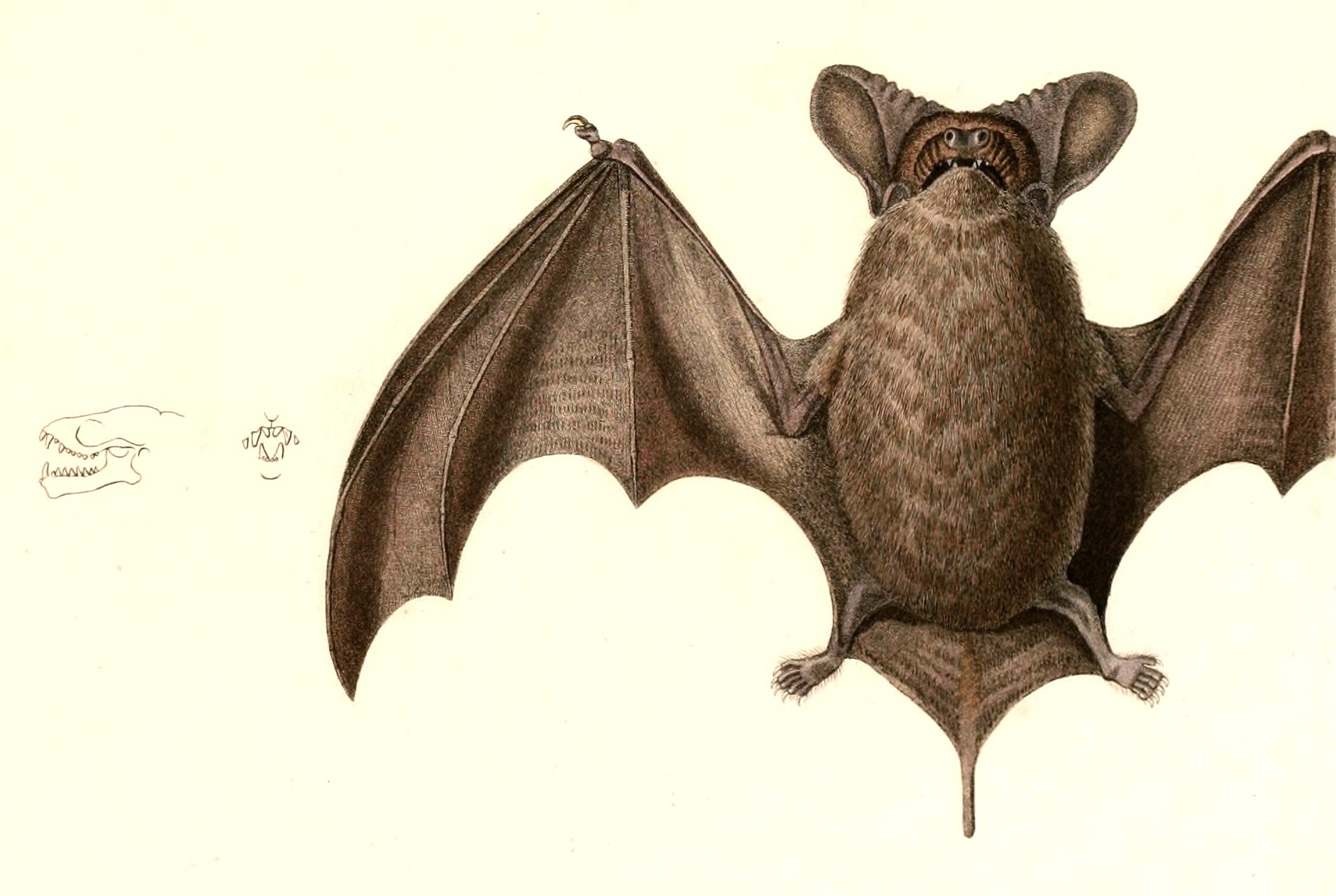
Tadarida brasiliensis brasiliensis, ілюстрація Алсида д'Орбіні, 1847 р.